# Sixpack France
 (juin 2011).
Sixpack France est une marque française de prêt-à-porter créée en 1998 par Lionel Vivier et Fanny Baglieto.
Elle est la première marque française à amener le système de collaboration avec des artistes. La marque tient son nom de la chanson Six Pack du groupe Black Flag.
La marque est enregistrée à lNPI au nom de deux sociétés de droit Italien : Prakys et Nicolo domiciliées à Casale.

## Historique
En 1998, Sixpack est un petit magasin situé à Avignon. Lié au mouvement du graffiti français, l’idée de la boutique est de vendre tout ce qui a trait à la culture urbaine, comme des vinyles, des vêtements, des bombes aérosols de peinture, des fanzines et des livres. Le magasin devient rapidement un carrefour bien connu, fréquenté par de nombreux artistes comme DJ Feadz ou TTC[réf. nécessaire].
Sixpack  commence à créer ses premiers t-shirts, utilisant ce vêtement comme outil de communication et moyen d’expression. Les premiers t-shirts prennent rapidement allure de réelles collections, le magasin devient un frein : les contours d’une marque se dessinent. En 2003, Sixpack France prend racine : naissance du logo, mise en place d'une nouvelle démarche, une plate-forme de diffusion à intérêts réciproques pour les artistes comme pour la marque. La marque émergea en plein dans la bulle de l’Internet et au commencement du Web 2.0. Ainsi, la marque a rapidement développé une boutique en ligne.
Sixpack France se définit plus volontairement comme un label aux activités diverses : expositions, éditions, évènements, musique dont l’activité principale est le vêtement. La marque produit différentes pièces comme des tee-shirts, jackets, chemises mais organise également des expositions et édite des livres et des affiches. Sixpack France a le souhait de développer et de défendre l’identité visuelle et graphique européenne dans le monde tout en conservant une direction artistique très radicale.
Pour le dixième anniversaire de la marque en 2008, Sixpack France édite son premier livre, une monographie dédié au travail de Steven Harringhton. La marque a édité un fanzine abstrait illustré par Erosie, un livre sur l’artiste suédois PMKFA et un fanzine de Jonathan Zawada.

## Thèmes et influences
Dans sa démarche artistique, Sixpack France fait référence et confronte les mouvements artistiques radicaux du passé aux mouvements contemporains. La marque puise son identité dans l’architecture avant-gardiste (Archigram et Superstudio), la contre culture américaine (Stephen Shore, William Burroughs, Jack Kerouac), la scène indie rock américaine (Daniel Johnston, Sonic Youth, Black Flag, Dinosaur Jr.), la musique électronique et le mouvement rave (LFO, Carl Craig, techno de Détroit) mais également dans l’art contemporain (Douglas Gordon, Matthew Barney, Richard Prince, Katarina Grosse, David Shrigley), le Design (Vaughan Oliver, Peter Saville, Milton Glaser), ou encore le Cinéma (David Cronenberg, Francis Ford Coppola, Dario Argento). Créant des ponts entre ses références, les collections de Sixpack sont riches en codes, sens cachés et références implicites.

## Projets et collaborations
Sixpack France a collaboré avec de nombreux artistes internationaux parmi lesquels on peut nommer Akroe, Hell'O Monsters, La.Boca, Steven Harrington, ill-Studio, Gaspard Augé, Parra, Cody Hudson, etc.
La marque est aussi très proche du monde de la musique. Sixpack France édite des pièces pour le label electro Institubes ou encore The Bloody Beetroots. On peut fréquemment voir apparaître des artistes dans les lookbooks de la marque comme DJ Orgasmic ou plus récemment A-Trak, DJ de Kanye West depuis 2004. Pour illustrer la collection The Future d’Akroe, DJ Orgasmic et Tekilatex ont produit un EP pour la marque, The Sixpack Anthem.

### Cinéma
En 2009, le label a annoncé son premier court métrage, It Was On Earth That I Knew Joy, réalisé par Jean Baptiste de Laubier, alias Para One. L'avant-première du film a eu lieu le 20 février 2010, à la galerie SCION de Los Angeles.
Récemment, la marque a décidé de mettre la totalité du film en ligne.